# Федэкс Форум
Федэкс Форум (англ. FedExForum) — спортивная арена, расположенная в Мемфисе (штат Теннесси, США). Является домашней ареной для команды «Мемфис Гриззлис» из Национальной баскетбольной ассоциации. Стоимость строительства арены составила 250 млн долларов и её владельцем является город Мемфис. Права на название были куплены одной из крупнейших компаний города FedEx за 92 млн долларов. Арена также может принимать хоккейные матчи, концерты и другие мероприятия.
В здании находится Музей рок- и соул-музыки.

## События
FedExForum принимал два больших шоу World Wrestling Entertainment — Unforgiven 16 сентября 2007 года и PMG Clash of Legends 27 апреля того же года. Главным событием того шоу был поединок между Халком Хоганом и Полом Вайтом.
На арене FedExForum выступали с концертами The Trans-Siberian Orchestra, AC/DC, George Straight, The Rolling Stones, Kid Rock, Def Leppard, Journey, Stoll Vaughan, Hannah Montana/Miley Cyrus, Justin Timberlake, Jonas Brothers, Metro Station, Eric Clapton, The Eagles, Foo Fighters, Destiny's Child, Beyoncé.